# Jean Nguza Karl-i-Bond
Jean Nguza Karl-i-Bond (4 de agosto de 1938 - 27 de julho de 2003, em Kinshasa) foi um político congolês.
Foi Ministro das Relações Exteriores entre 1972 a 1974, novamente entre 1976 a 1977, e pela terceira vez entre 1979 a 1980. Tornou-se primeiro comissário de Estado (primeiro-ministro) do Zaire de 27 de agosto de 1980 a 23 de abril de 1981 quando partiu para o exílio na Bélgica para se juntar à oposição ao presidente Mobutu Sese Seko. Seria primeiro-ministro por um segundo período de 25 de novembro de 1991 a 15 de agosto de 1992.

## Biografia

### Primeiros anos e carreira no Zaire
Nascido em Musumba, Lualaba District, um membro da Lunda tribo e um sobrinho do Katangan líder, Moise Tshombe, Nguza era uma criança pock-marked que subiu rapidamente através de cargos no governo e ganhou o favor de Presidente Mobutu Sese Seko.
Nguza obteve um mestrado em relações internacionais pela Universidade Católica de Leuven, na Bélgica e retornou ao Zaire para servir como Ministro das Relações Exteriores entre 1972-1974 e 1976-1977, além de atuar como diretor político do MPR, o único partido político legal do país. Fluente em seis línguas africanas, bem como Inglês, Francês, Holandês, e alemão, Estatura de Nguza dentro Zaire e na comunidade internacional era considerado um possível sucessor de Mobutu como Presidente do Zaire.
No entanto, em 1977, ele perdeu o interesse de Mobutu, que acusou Nguza de tentar seduzir a primeira-dama enquanto simultaneamente tramava alta traição, e foi preso e condenado à morte. Segundo Nguza, Mobutu pessoalmente ameaçou matá-lo. Muitos acreditam que o único crime de Nguza foi mencionado na imprensa estrangeira (durante a primeira invasão Shaba) como um possível sucessor de Mobutu. Durante seu interrogatório, Nguza foi submetido a tortura,
Um ano depois, após pressão internacional, Nguza recebeu um perdão presidencial e foi novamente nomeado ministro das Relações Exteriores em 1979. Ele se tornou o primeiro comissário de estado do Zaire em 1980.

### Exílio
Em 1981, durante uma visita oficial a Bruxelas, Nguza fugiu para o exílio, onde tentou unir a oposição zairense exilada e testemunhou contra Mobutu em frente às audiências do Congresso dos EUA, descrevendo em detalhes gráficos o roubo de centenas de milhões de dólares por Mobutu. do tesouro do país e seu subsequente depósito em bancos estrangeiros.
Nguza publicou Mobutu ou l'Encarnation du Mal Zairois, que criticou muito o regime. Mesmo assim, Mobutu o perdoou, o convidou para voltar para casa e o nomeou embaixador em Washington em 1986.
Após a proclamação da Terceira República e a subsequente legalização dos partidos da oposição em 1990, Nguza iniciou o seu próprio partido, a União de Federalistas e Republicanos Independentes. Mais tarde, ele substituiu Étienne Tshisekedi como primeiro-ministro, depois que Tshisekedi tentou o impedir Mobutu de acessar dinheiro no banco central. Nguza foi considerado por outros membros da União Sagrada (da qual seu partido era membro) como um "traidor" por causa disso e, posteriormente, deixou a União Sagrada. Seu partido formou uma nova coalizão, a Aliança das Forças Patrióticas, comprometida com a reforma política, mas rejeitou as posições "extremistas". A relação entre Tshisekedi e Nguza se deteriorou consideravelmente, e conflitos armados, muitos assumindo dimensões étnicas e resultando em considerável perda de vidas, eclodiram entre seus respectivos apoiadores, contribuindo ainda mais para a instabilidade e o caos prevalecentes no país.
Depois que Laurent Kabila tomou o poder, Nguza fugiu para o exílio na África do Sul. Ele sofreu uma parada cardíaca em 1995 e foi forçado a se submeter a cuidados médicos por muitos anos. Nguza retornou ao Zaire (então renomeado República Democrática do Congo) para morrer, onde o fez em uma clínica particular em Kinshasa.